# Gilău, Cluj
Gilău (în maghiară Gyalu) este satul de reședință al comunei cu același nume din județul Cluj, Transilvania, România.
În perioada interbelică a fost sediul plășii Moților din județul Cluj (interbelic), iar după reforma administrativă din 1929 a devenit reședința plășii Gilău.
Din punct de vedere etnografic, satul (nu întreaga comună) face parte din Țara Călatei (în maghiară Kalotaszeg).

## Istorie
Sub biserica reformată din Gilău s-a descoperit un mormânt vechi al cărui epocă și cultură nu au putut fi precizate.
Sub biserica reformată din Gilău s-a descoperit o vatră din preistorie de cultură neprecizată.
Pe strada Cimitirului s-au descoperit vestigii din preistorie.
Pe dealul Borzaș s-a descoperit o așezare neolitică aparținând culturii Iclod.
În parcul castelului Wass-Banffy de la Gilău s-a descoperit o așezare neolitică ce aparține culturii Tisza II.
Pe platoul Chister s-a descoperit o așezare neolitică de cultură neprecizată.
În punctul numit Gura Zăpodii s-a descoperit o așezare din eneoliticul mijlociu aparținând culturii Tiszapolgár.
În parcul castelului Wass-Banffy de la Gilău s-a descoperit o așezare eneolitică aparținând culturii Tiszapolgár/Coțofeni.
În punctul numit Pârâul Căpuș s-a descoperit o așezare eneolitică de cultură neprecizată.
În punctul numit "la sud de castru" s-a descoperit o așezare din epoca bronzului de cultură nespecificată.
În punctul numit Groapa lui Puri s-a descoperit o așezare fortificată din epoca bronzului care aparține culturii Sighișoara-Wietenberg.
În punctul numit Dâmbul Țiganilor s-a descoperit o așezare din epoca bronzului de cultură neprecizată.
În punctul numit Gura Zăpodii s-a descoperit o așezare din epoca bronzului timpuriu aparținând culturii Coțofeni.
În hotarul numit Borzaș s-a descoperit o așezare din epoca bronzului timpuriu de cultură nespecificată.
În punctul numit Gura Zăpodii s-a descoperit o așezare din epoca bronzului târziu aparținând culturii Wietenberg.
În punctul numit Pădurea Orașului s-a descoperit o așezare dacică din epoca La Tène.
În punctul numit Dâmbul Țiganilor s-a descoperit o așezare fortificată din epoca La Tène de cultură geto-dacă.
În parcul castelului Wass-Banffy de la Gilău s-a descoperit un castru din epoca romană.
În parcul castelului Wass-Banffy de la Gilău s-a descoperit un vicus din epoca romană datat între secolele II și III după Hristos.
Sub biserica reformată din Gilău s-a descoperit o clădire din epoca romană.
În punctul numit "la sud de castru" s-a descoperit o așezare din epoca romană.
Pe strada Cimitirului s-au descoperit vestigii din epoca romană.
La sud de sat în Pădurea Orașului s-au descoperit urme a trei turnuri romane.
Pe Dealul Cetății s-a descoperit o așezare fortificată din preistorie de cultură neprecizată iar în această zonă s-a speculat existența unei cetăți a voievodului Gelou, "dux Blacorum et Sclavorum" conform consemnărilor cronicarului Anonymus.
Localitatea este atestată documentar din anul 1263.
Reședința de vară episcopală de pe terenul castelului Wass-Banffy de la Gilău este datată din secolul XIII.
Castelul și parcul Wass-Banffy de la Gilău sunt datate din secolul XVI.
Pe strada Cimitirului s-au descoperit vestigii din epoca medievală.
Biserica reformată din Gilău a fost construită în epoca modernă.

## Galerie de imagini

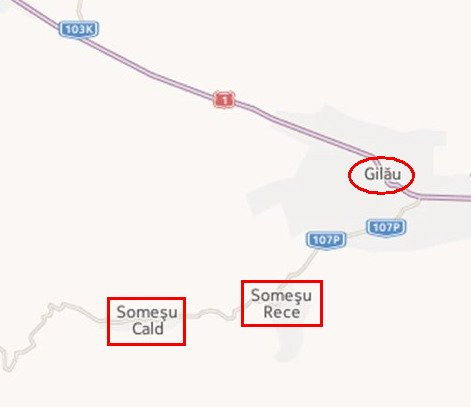
Comuna Gilău și satele componente
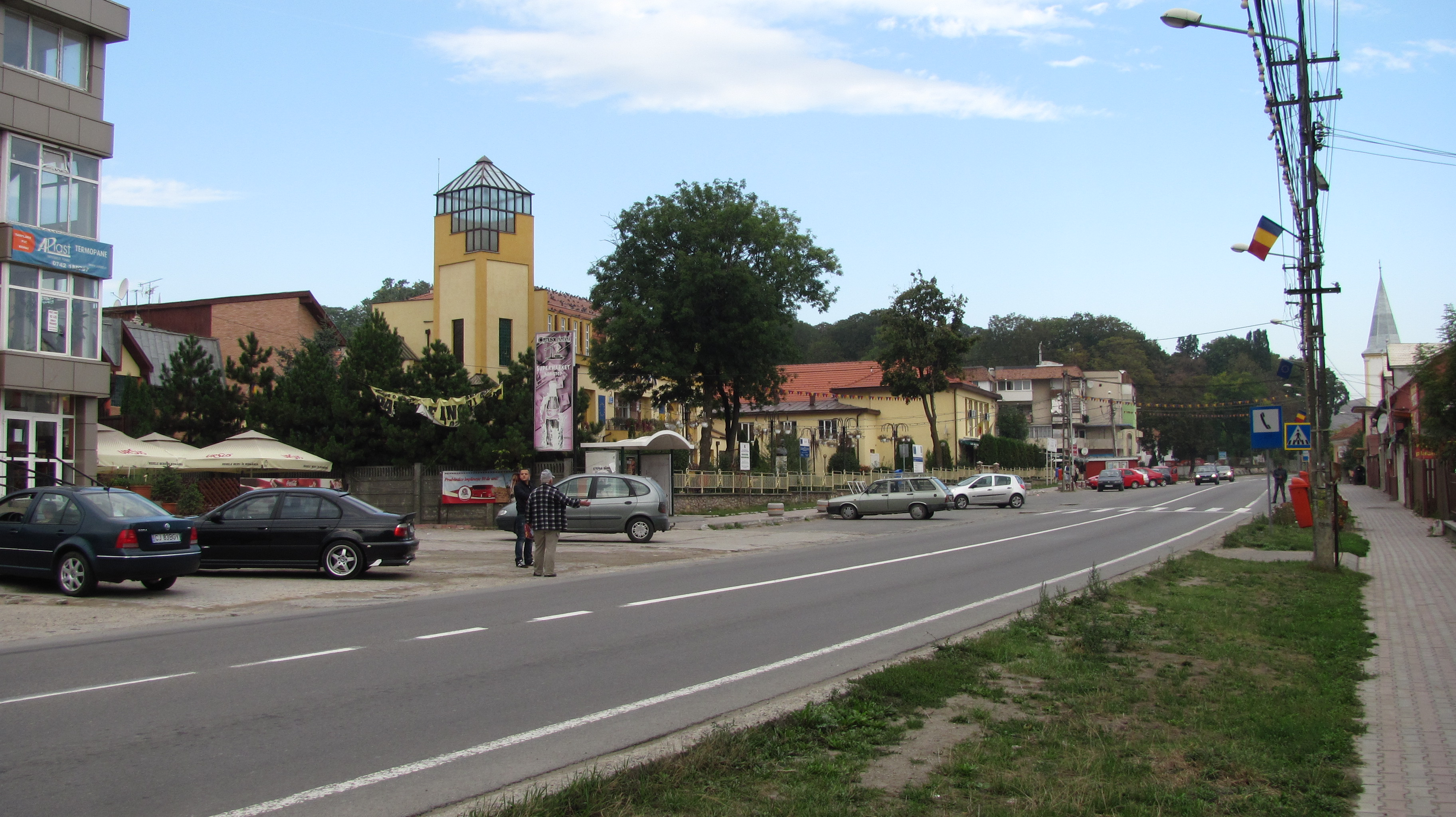
Centrul localității
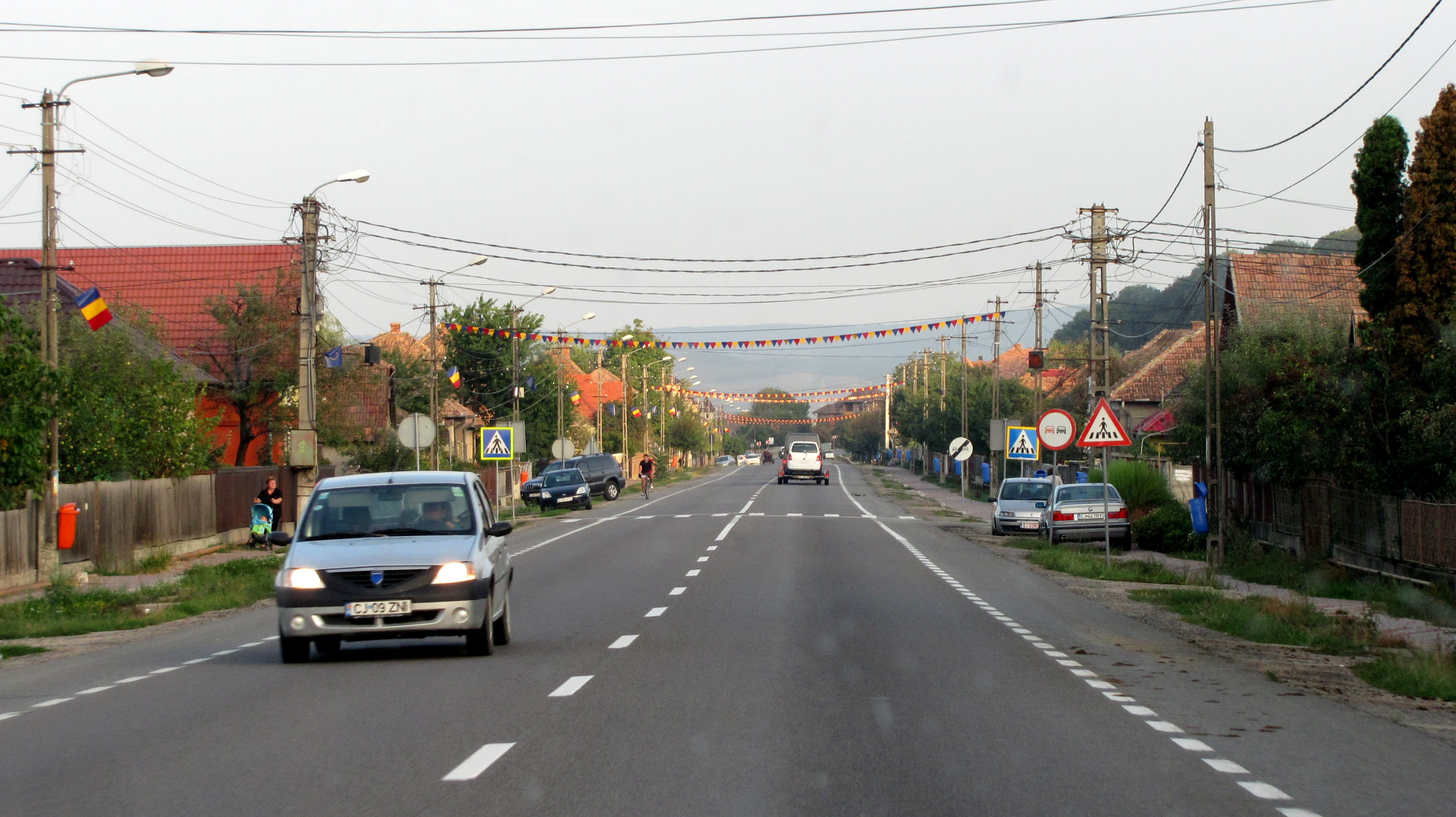
Strada principală
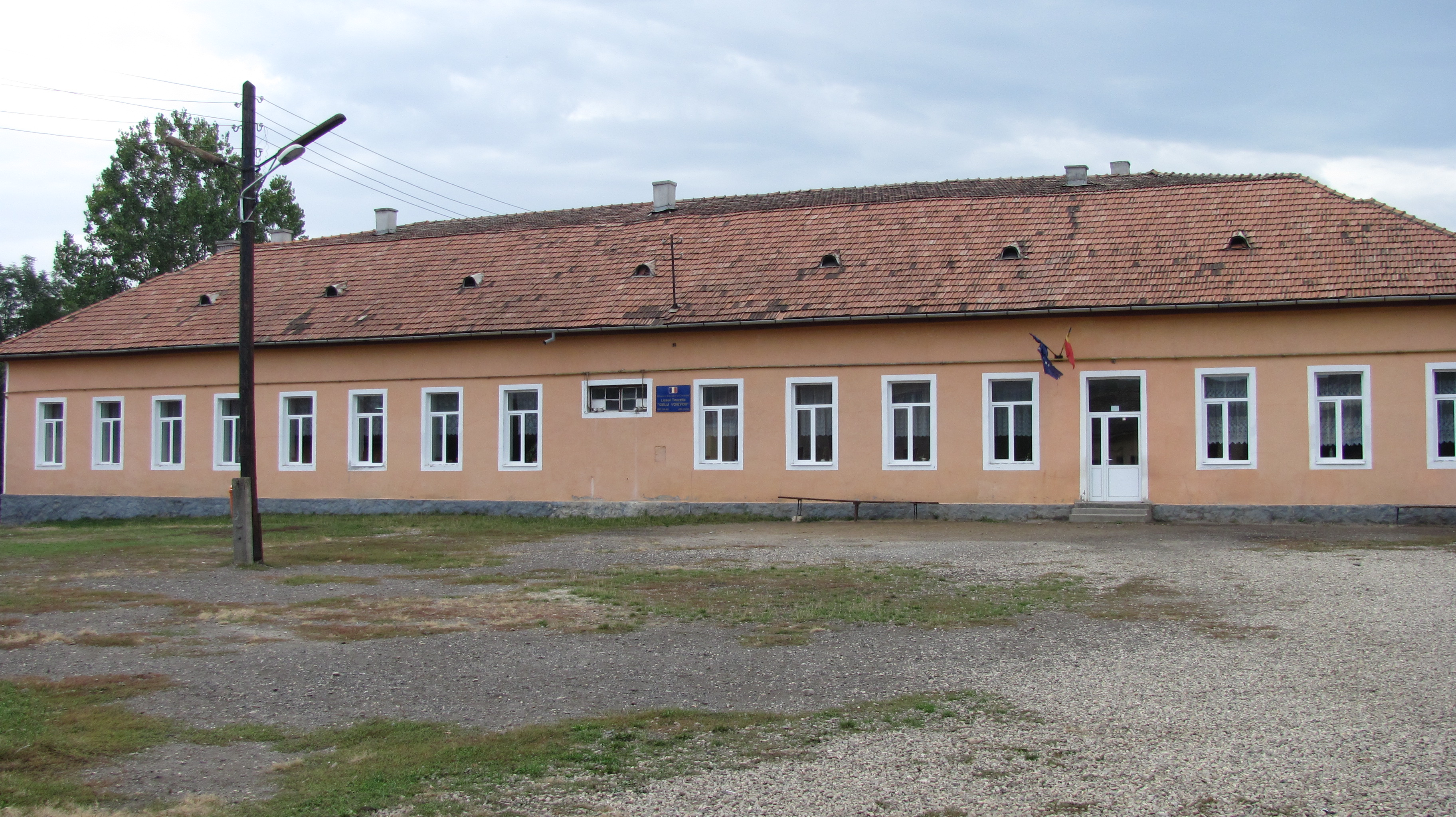
Liceul Teoretic „Gelu Voievod”
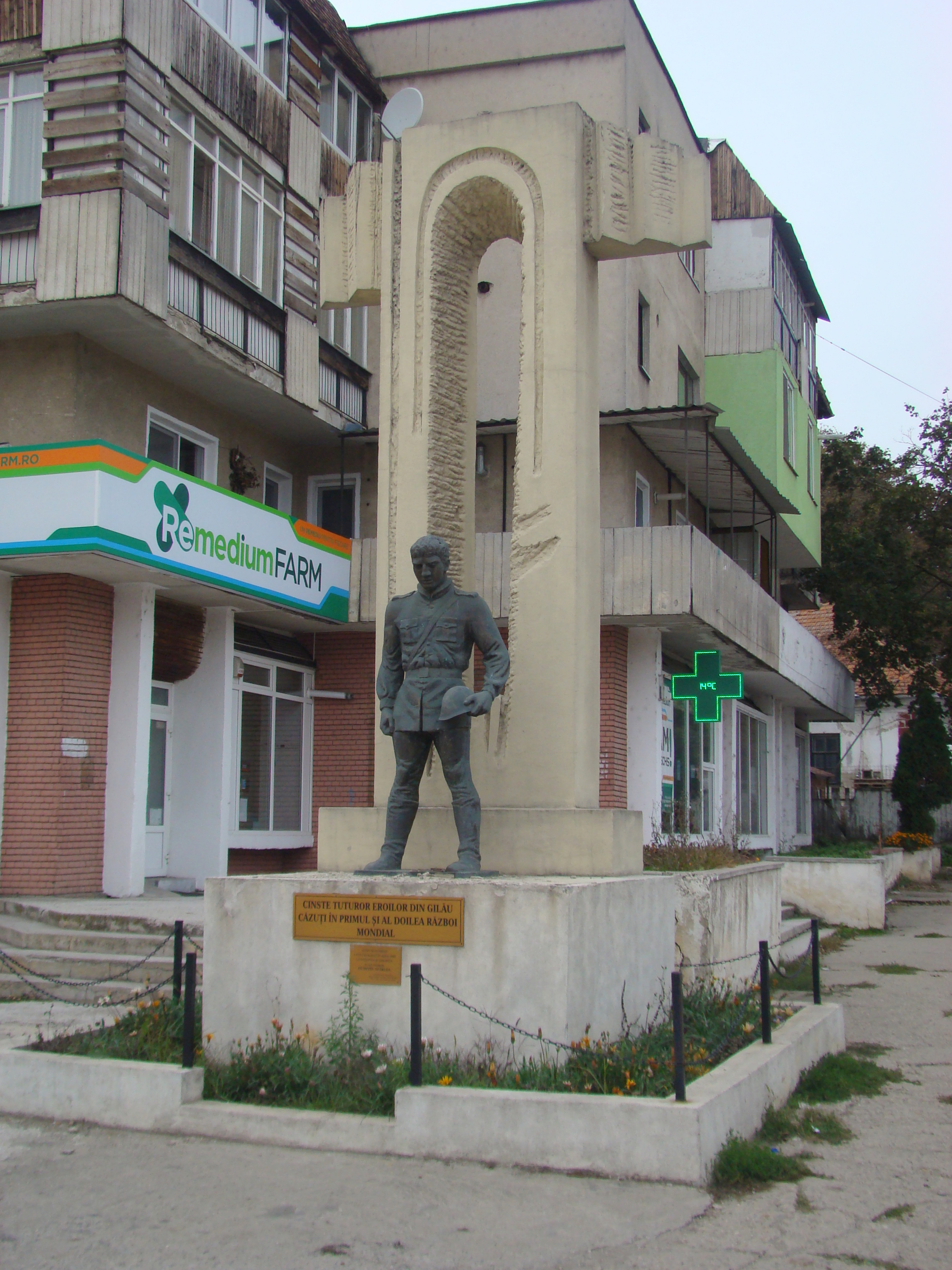
Monumentul Eroilor Români din primul și al doilea Război Mondial
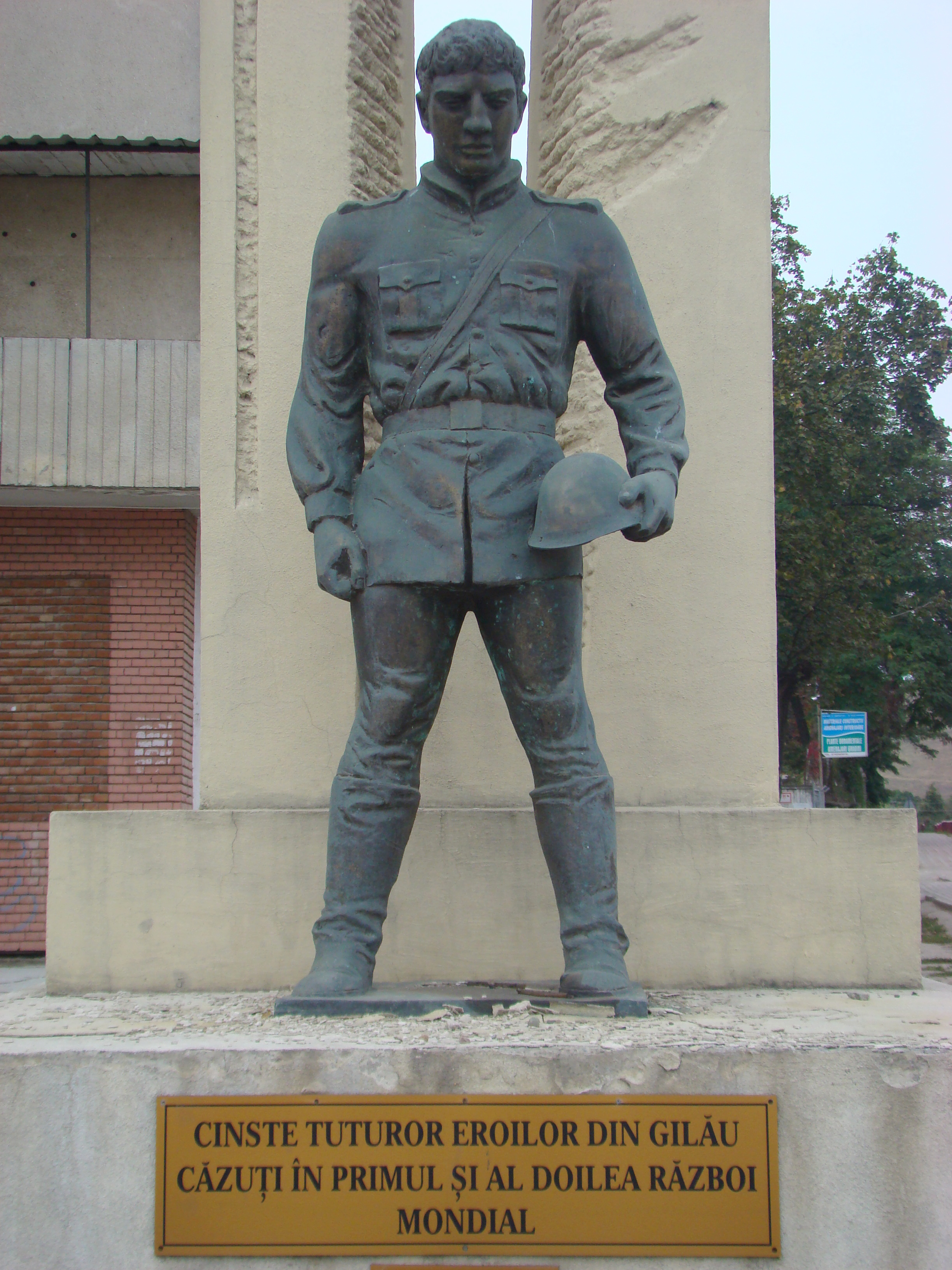
Monumentul Eroilor Români din primul și al doilea Război Mondial
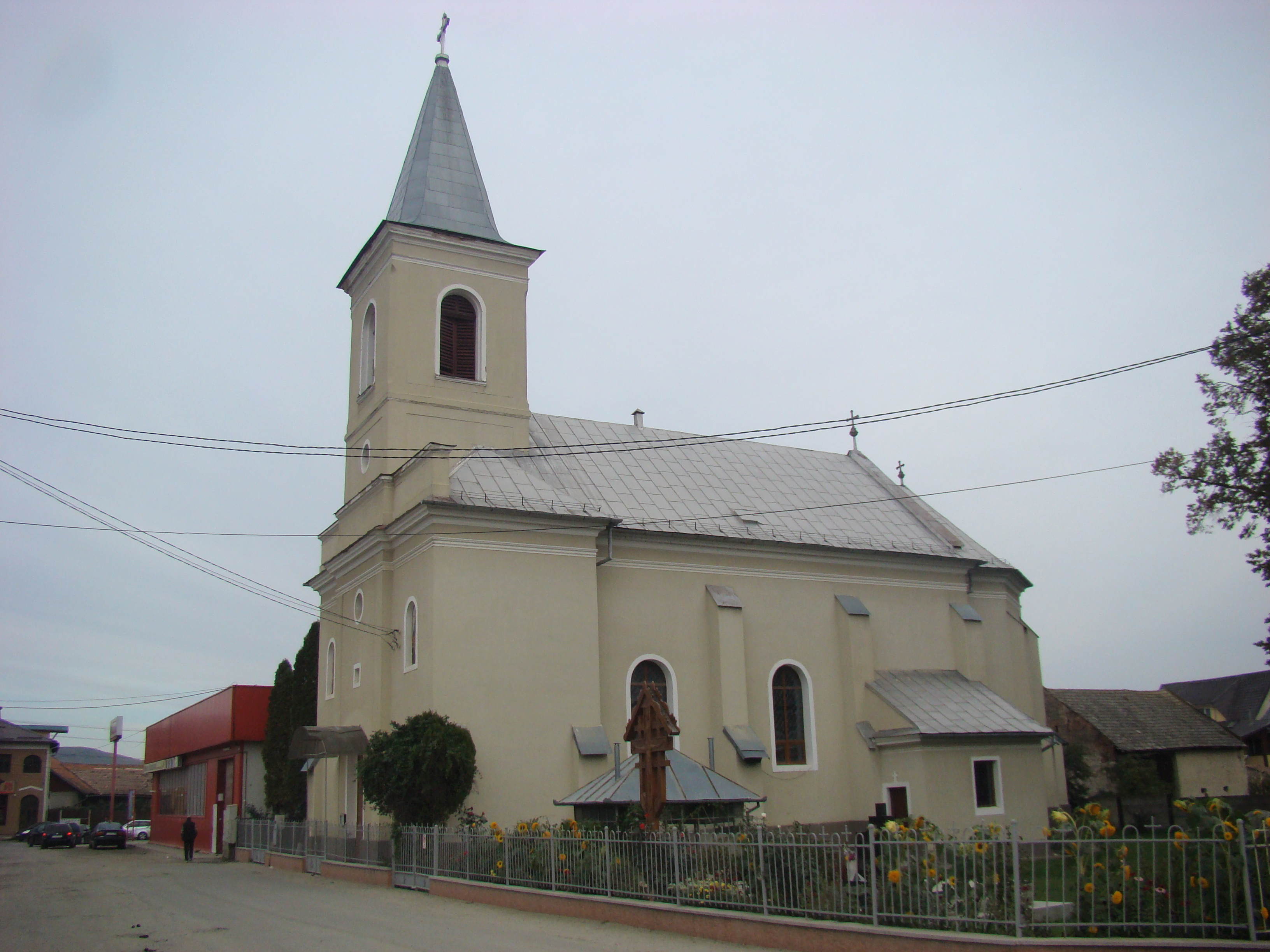
Biserica ortodoxă (fostă greco-catolică)
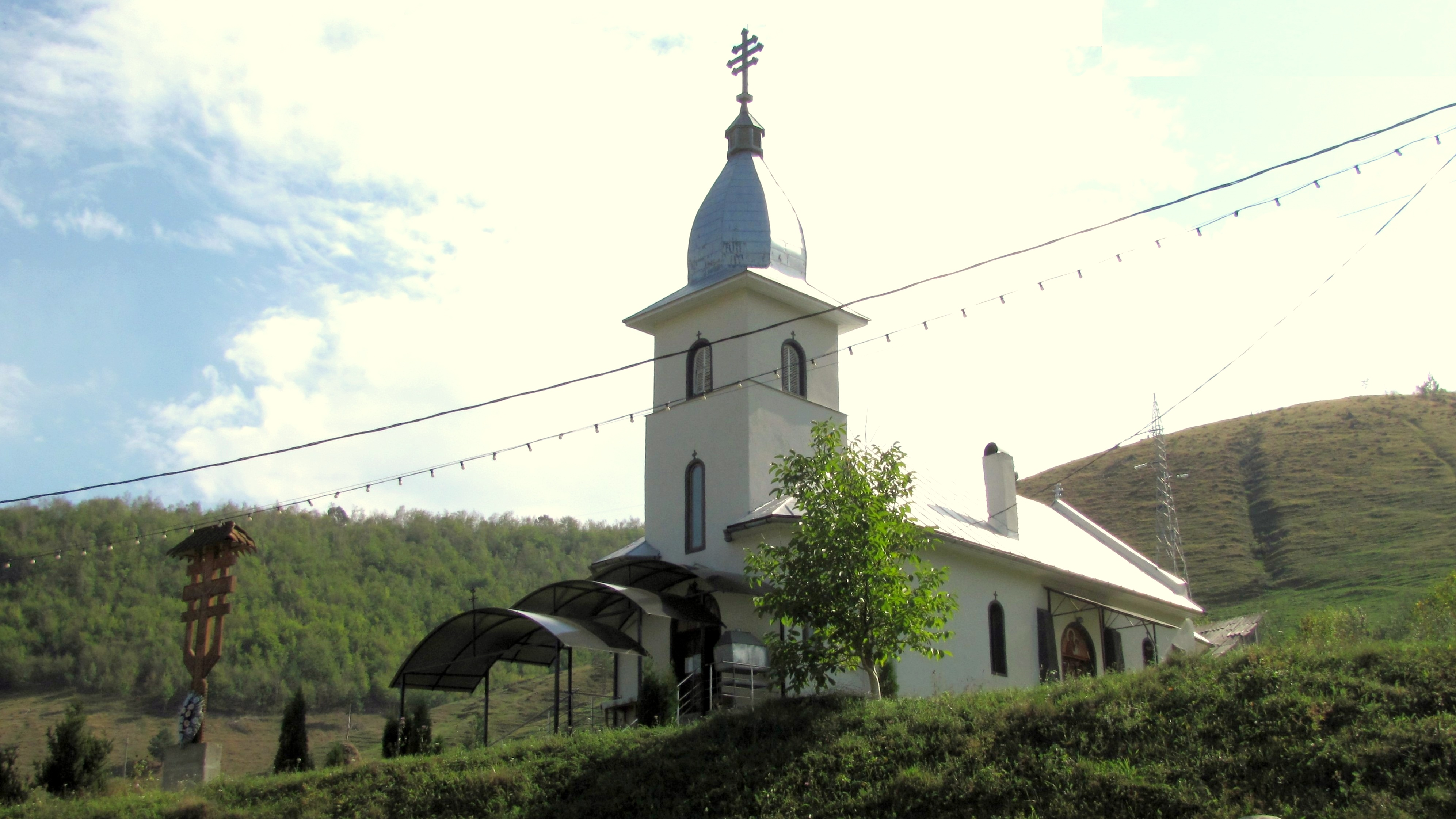
Biserica ortodoxă „Sfinții Trei Ierarhi”
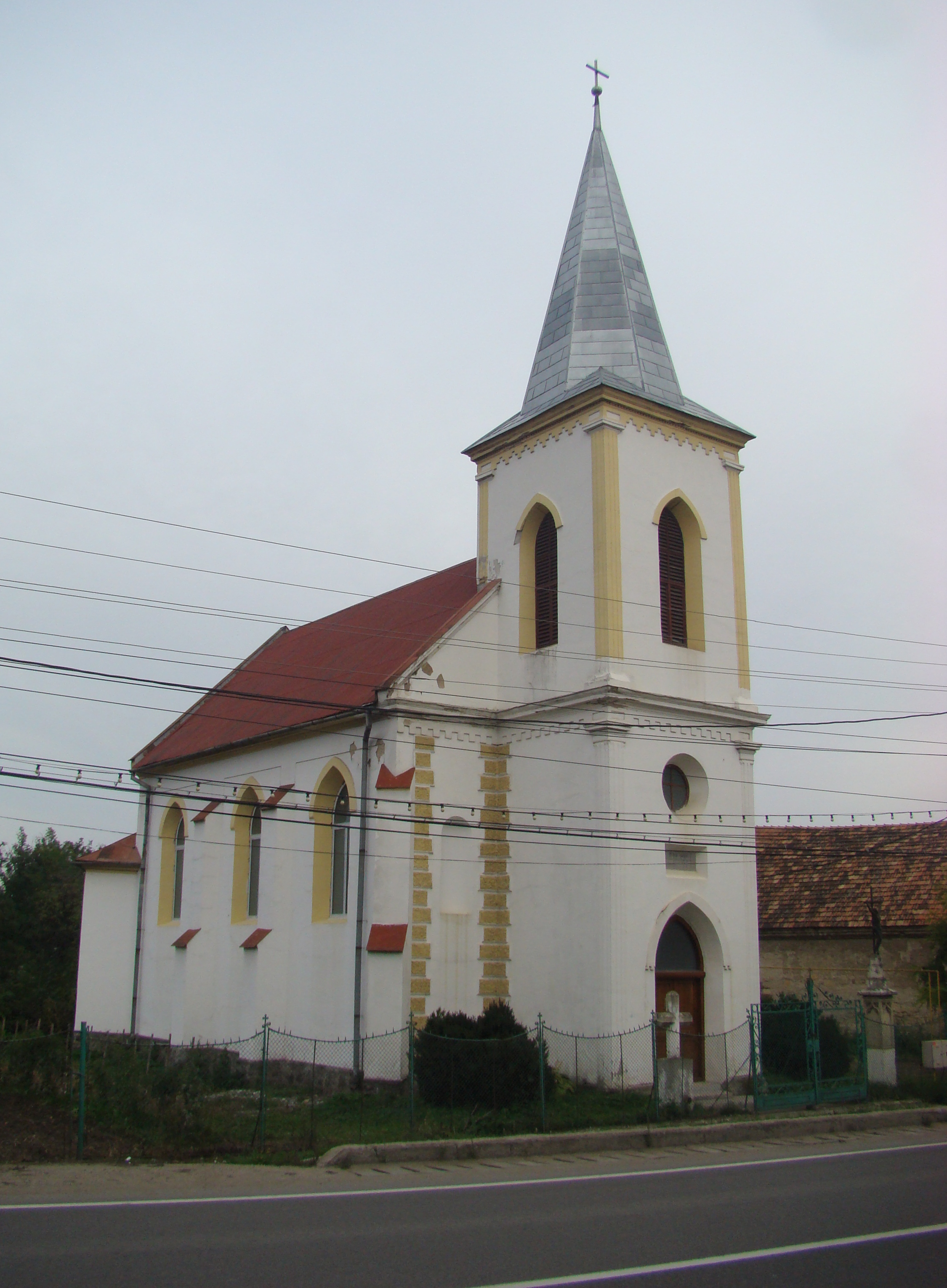
Biserica romano-catolică
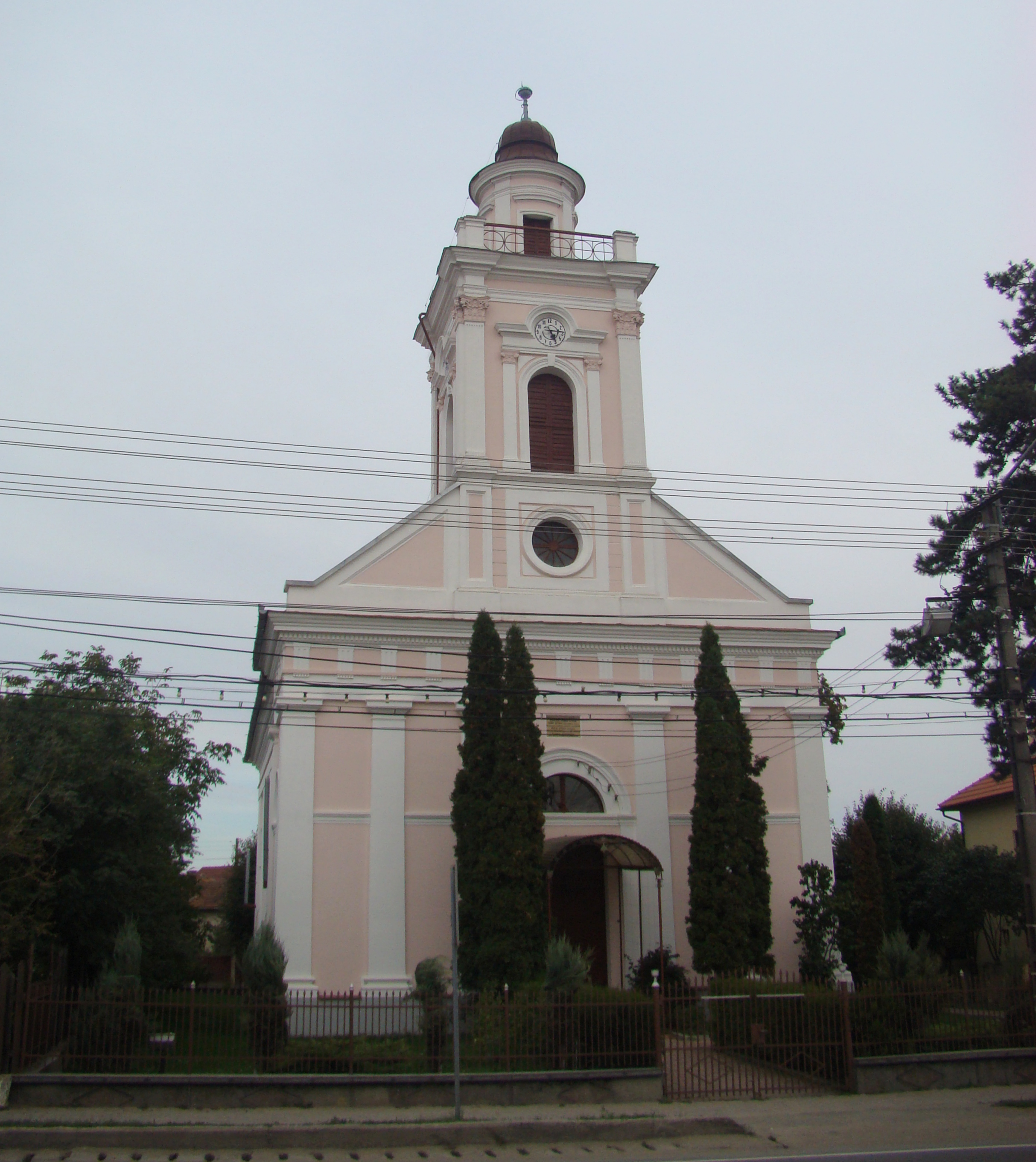
Biserica reformată
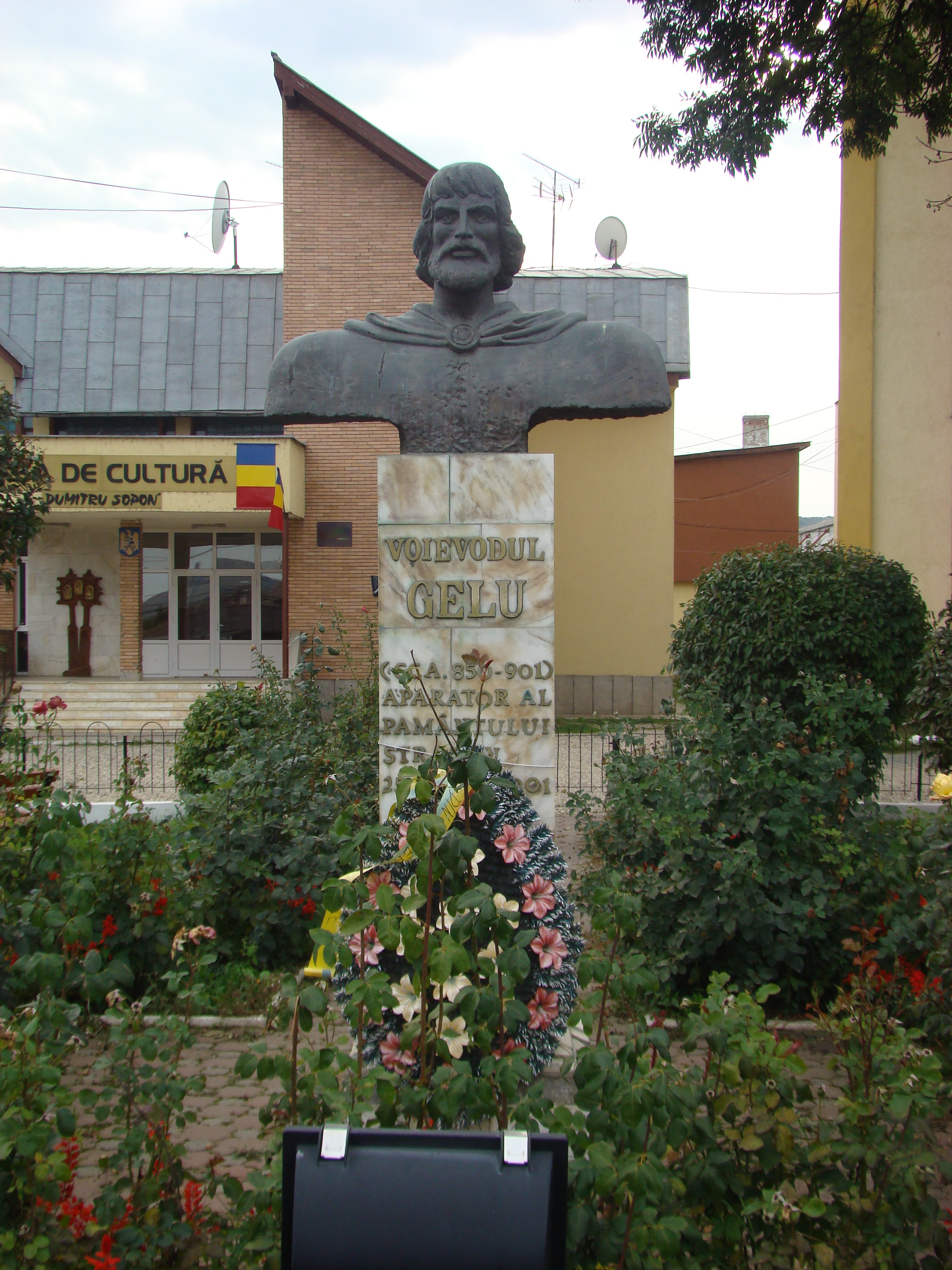
Bustul voievodului Gelu
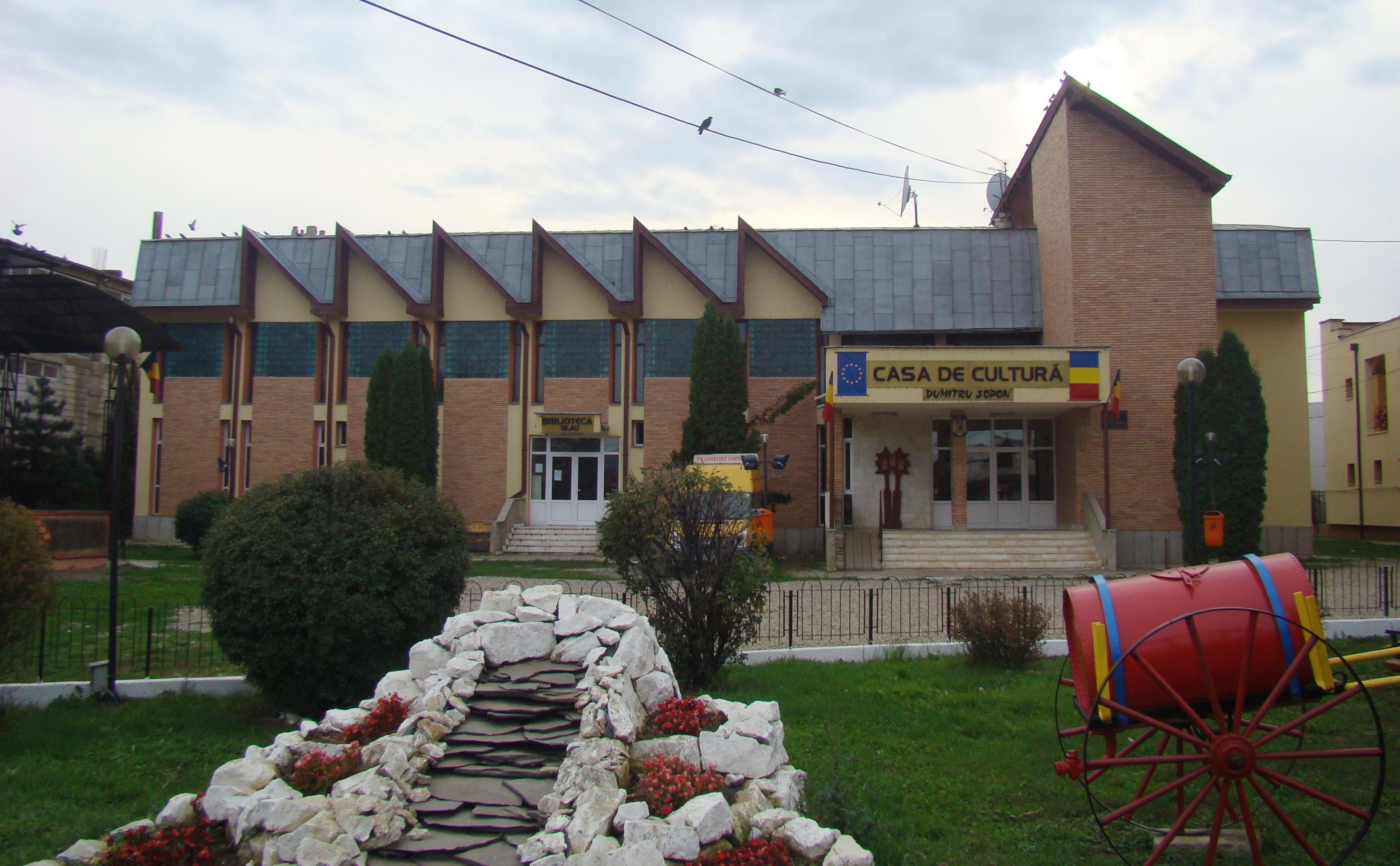
Casa de cultură „Dumitru Sopon”
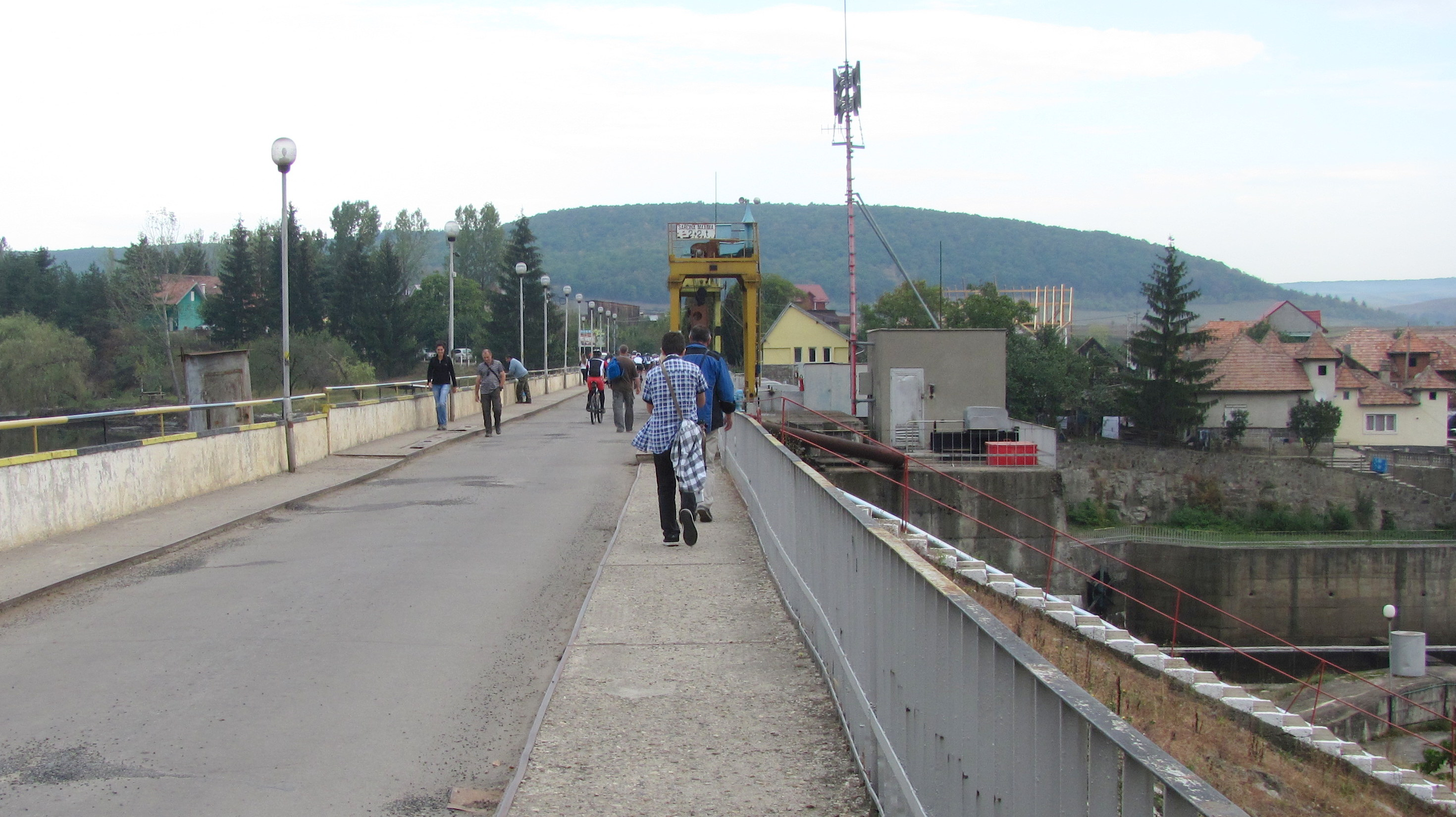
Lacul Gilău
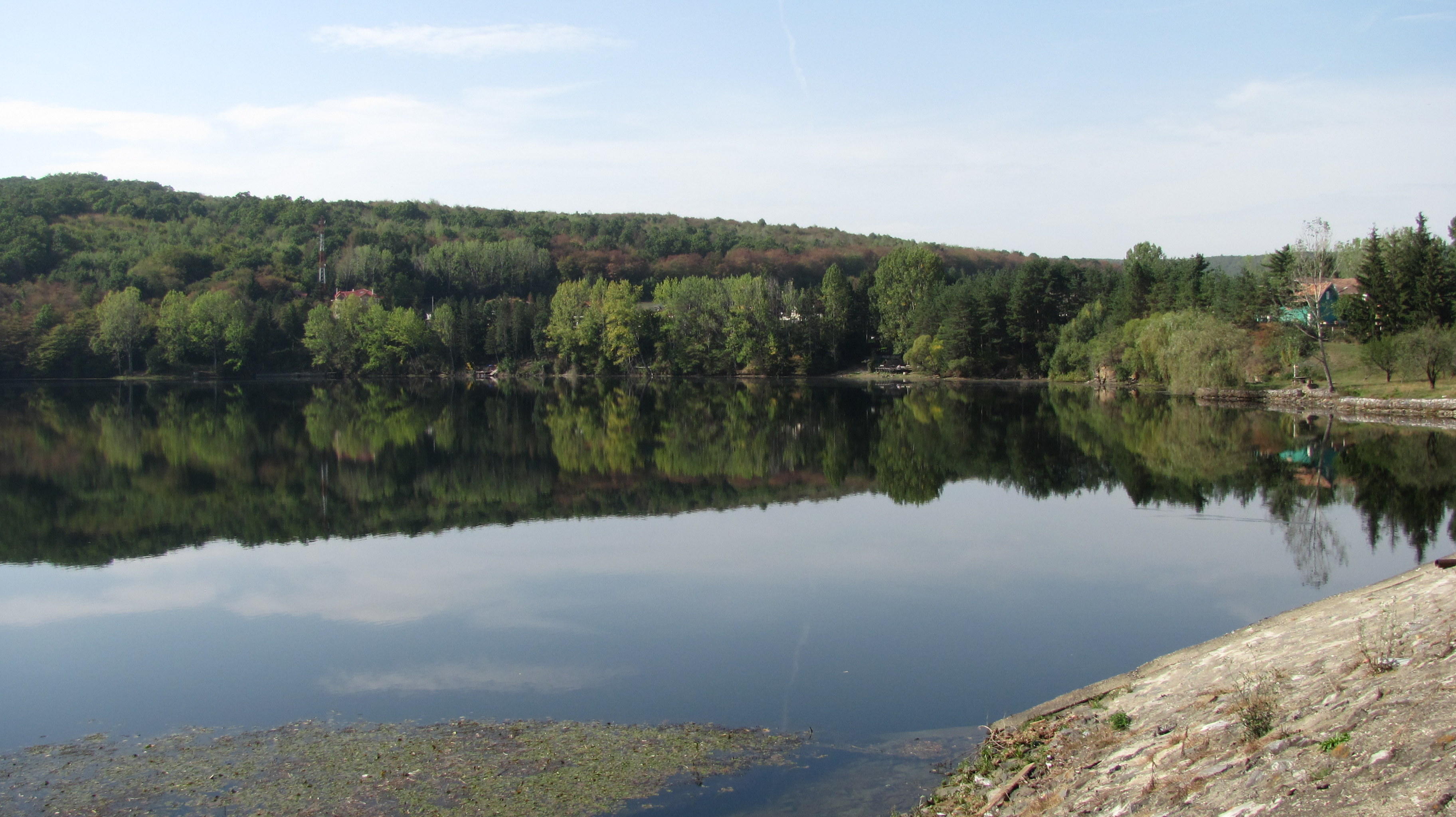
Lacul Gilău
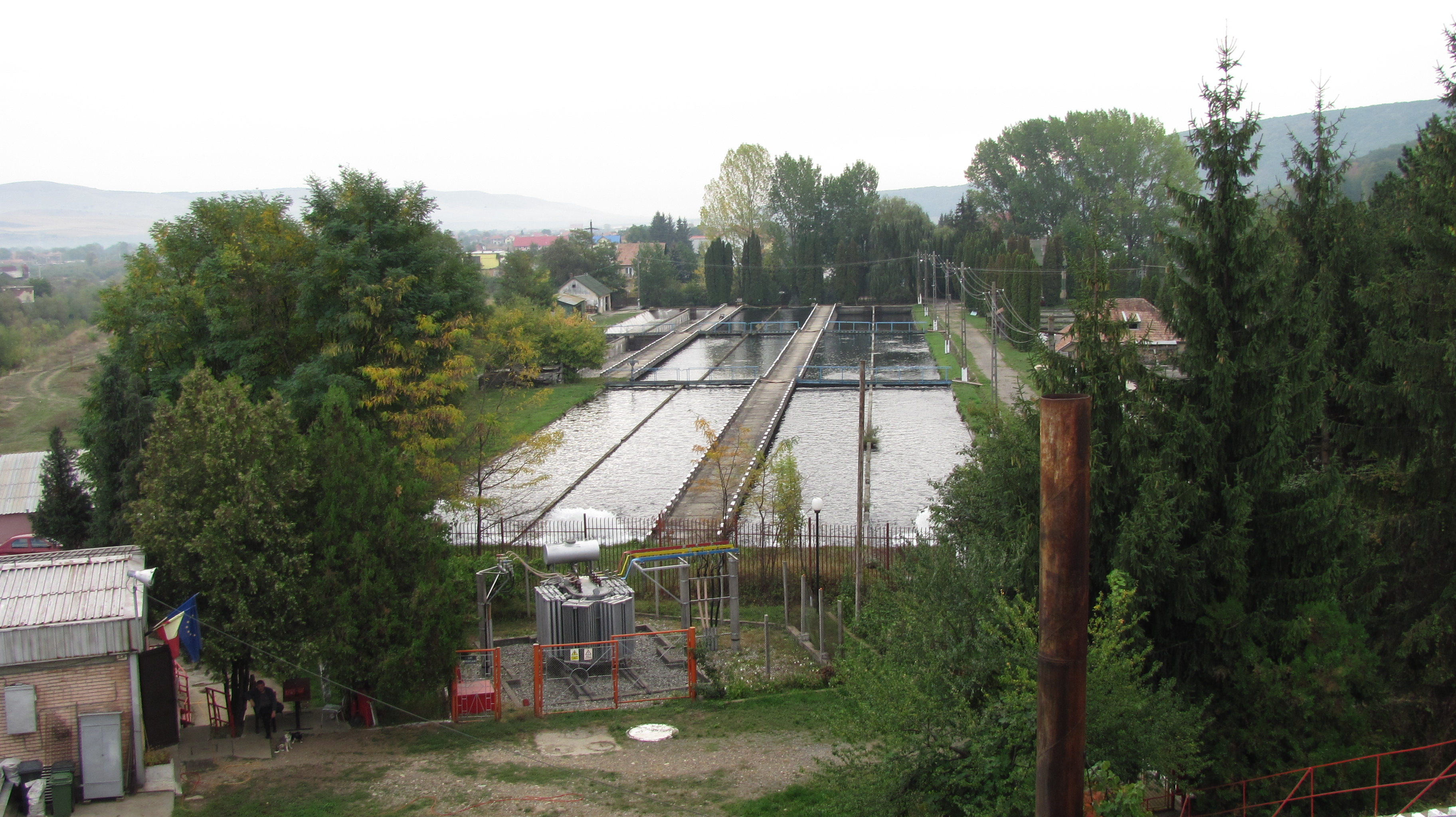
Zona Lacului Gilău Păstrăvărie
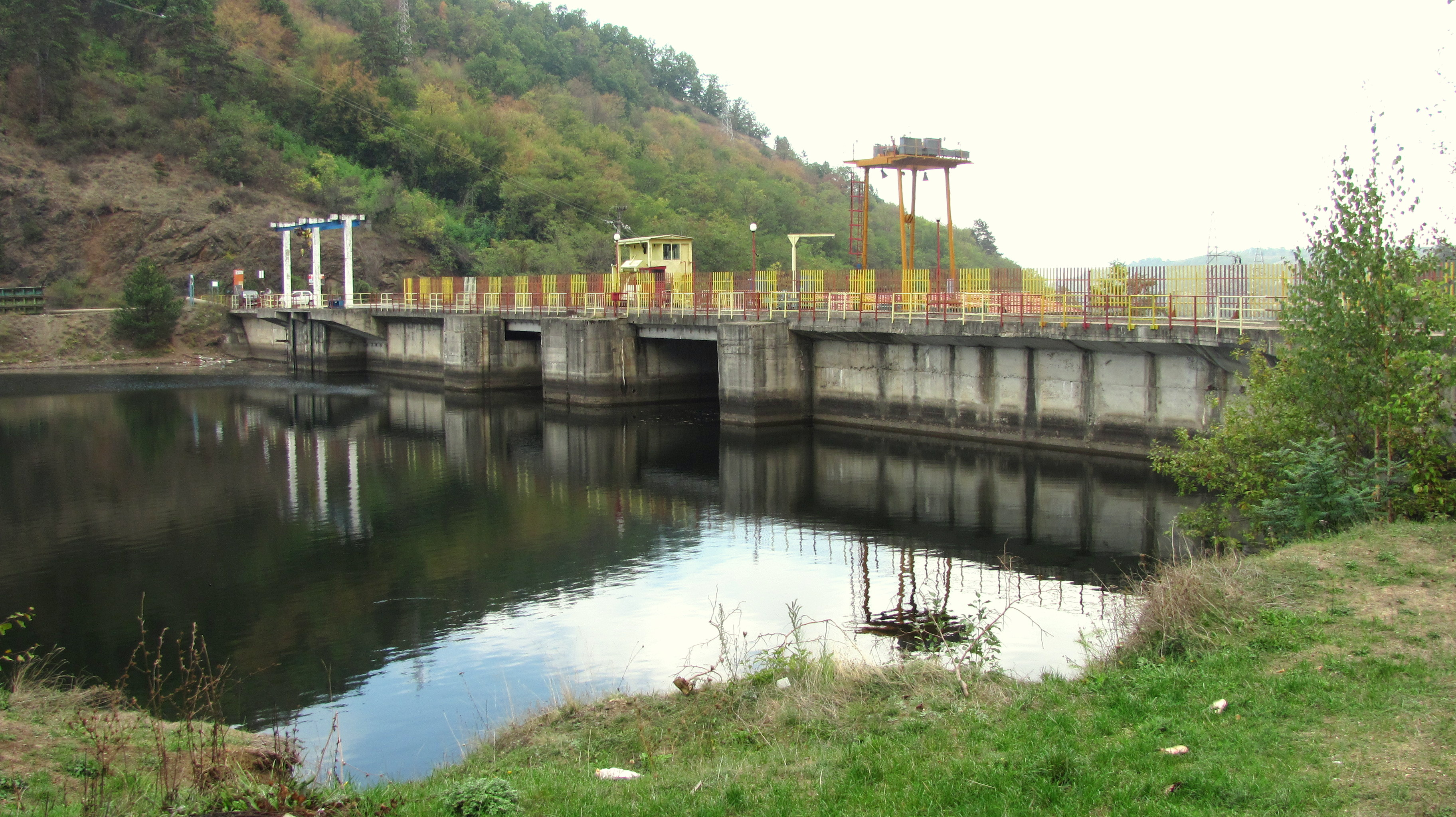
Lacul Someșul Cald